# アルフレット・ピッカバー
アルフレット（アルフレッド）・ピッカバー（Alfred Piccaver、1884年2月5日 - 1958年9月23日）は、イギリスのテノール歌手。

## 出演オペラ
※ウィーン国立歌劇場での出演
- 『カルメン』ドン・ホセ[1]
- 『椿姫』アルフレード[2]
- 『ラ・ボエーム』ロドルフォ[3]
- 『蝶々夫人』ピンカートン[4]
- 『ドン・ジョヴァンニ』ドン・オッターヴィオ[5]
- 『ロメオとジュリエット』ロメオ[6]
- 『トスカ』カヴァラドッシ[7]
- 『後宮からの誘拐』ベルモンテ[8]
- 『仮面舞踏会』グスタフ3世[9]
- 『西部の娘』ディック[10]
- 『ランメルモールのルチア』エドガルド[11]
- 『リゴレット』マントヴァ公爵[12]
- 『愛の妙薬』ネモリーノ[13]
- 『ポリクラテスの指輪』ヴィルヘルム[14]
- 『ウィンザーの陽気な女房たち』フェントン[15]
- 『魔笛』タミーノ[16]
- 『外套』アンリ[17]
- 『ナクソス島のアリアドネ』テノール歌手/バッカス[18]
- 『マノン・レスコー』デ・グリュー[19]
- 『アイーダ』ラダメス[20]
- 『アンドレア・シェニエ』アンドレア[21]
- 『フィデリオ』フロレスタン[22]
- 『ローエングリン』ローエングリン[23]
- 『バグパイプ吹きシュヴァンダ』バビンスキー[24]
- 『アフリカの女』ヴァスコ・ダ・ガマ[25]
- 『道化師』カニオ[26]
- 『カヴァレリア・ルスティカーナ』トゥリッドゥ[27]